# ماوريتسيو توروني
ماوريتسيو توروني (27 أكتوبر 1948، فاراتسي) هو لاعب كرة قدم إيطالي متقاعد، لعب كمدافع لنادي إيه سي ميلان وروما.

## روابط خارجية
- ماوريتسيو توروني على موقع الاتحاد الأوربي (الإنجليزية)
- ماوريتسيو توروني على موقع قاعدة بيانات كرة القدم.إي يو (الإنجليزية)